# Zeytinburnu Stadyumu
Zeytinburnu Stadyumu – stadion piłkarski w Stambule, w Turcji. Został otwarty w 1986 roku. Może pomieścić 12 700 widzów. Swoje spotkania rozgrywają na nim piłkarze klubu Zeytinburnuspor.